# Saint-Georges-sur-Allier
 Saint-Georges-sur-Allier  là một xã ở tỉnh Puy-de-Dôme trong vùng Auvergne-Rhône-Alpes miền trung nước Pháp.